# Dude, Where's My Car?
Dude, Where's My Car? is een Amerikaanse film uit 2000 geregisseerd door Danny Leiner. De hoofdrollen worden vertolkt door Ashton Kutcher en Seann William Scott.

## Verhaal
Jesse (Ashton Kutcher) en Chester (Seann William Scott) worden wakker met een kater en hebben geen idee hoe zij thuis zijn gekomen. Hun koelkast is gevuld met puddinkjes en op het antwoordapparaat staat een boos bericht van hun vriendinnen, de tweeling Wilma (Marla Sokoloff) en Wanda (Jennifer Garner), die vragen waar zij zijn geweest. Om het met hen goed te maken, willen Jesse en Chester de cadeautjes voor hen uit de auto halen. De auto blijkt echter te zijn verdwenen en dus vraagt Jesse aan Chester: "Dude, where's my car?"
Om hun auto terug te vinden volgen ze de route die ze de avond ervoor hebben afgelegd. Ze ontmoeten verschillende mensen die beweren dat Jesse en Chester in het bezit zijn van de Continuum Transfunctioner. Drie groepen zijn op zoek naar dit apparaat: een sekte onder leiding van Zoltan, een groep hot chicks die erotisch plezier beloven in ruil voor het apparaat, en twee mannen met een Scandinavisch accent.
De Continuum Transfunctioner blijkt verstopt te zitten in de Rubiks kubus, waar Chester gedurende de film mee gespeeld heeft en wordt geactiveerd wanneer Chester de puzzel van de kubus oplost. De kracht van het apparaat is zo groot, dat het het universum kan vernietigen, dus Jesse en Chester moeten snel beslissen wie de rechtmatige eigenaar van het apparaat is, en welke van de groepen verkeerde bedoelingen heeft. Om daar achter te komen, stellen Jesse en Chester een vraag, die alleen degene die de avond tevoren bij hen was, kan beantwoorden: in hoeveel slagen hebben zij de 18de hole gehaald? De mannen met het Scandinavische accent antwoorden dat ze een hole in one hebben gescoord en daarmee een levenslange voorraad pudding hebben gewonnen. Ze overhandigen de Continuum Transfunctioner aan de mannen, die het apparaat deactiveren, waardoor het universum wordt gered. Daarna krijgen ze van de twee mannen een speciaal cadeau voor hun vriendinnen.

## Rolverdeling
| Acteur               | Personage            |
| -------------------- | -------------------- |
| Ashton Kutcher       | Jesse                |
| Seann William Scott  | Chester              |
| Jennifer Garner      | Wanda                |
| Marla Sokoloff       | Wilma                |
| Kristy Swanson       | Christie Boner       |
| David Herman         | Nelson               |
| Hal Sparks           | Zoltan               |
| Charlie O'Connell    | Tommy                |
| John Toles-Bey       | Mr. Pizzacoli        |
| Christian Middelthon | Alien Nordic Dude #1 |

## Prijzen en nominaties
- 2000 - Sierra Award
  - Genomineerd: Beste mannelijke nieuwkomer - Ashton Kutcher
- 2001 - MTV Movie Award
  - Genomineerd: Beste mannelijk doorbrekende optreden - Ashton Kutcher
- 2001 - Teen Choice Award
  - Genomineerd: Beste komedie